# Dalargentina sexquicentenaria
Dalargentina sexquicentenaria is een vlinder uit de familie van de Dalceridae. De wetenschappelijke naam van de soort is voor het eerst geldig gepubliceerd in 1961 door Orfila.